# Tasmán csőröscet
A tasmán csőröscet (Tasmacetus shepherdi) az emlősök (Mammalia) osztályának párosujjú patások (Artiodactyla) rendjébe, ezen belül a csőröscetfélék (Ziphiidae) családjába tartozó faj.
Nemének az egyetlen faja.

## Előfordulása
A tasmán csőröscet előfordulási területe alig ismert, de eddig többször is megfigyelték Új-Zéland és Dél-Amerika déli részének környékén. Tehát ez az állat valószínűleg a Dél-Atlanti-óceánban, illetve a Dél-Csendes-óceánban él. 2006-ig, ebből a fajból csak 46 példányt láttak a kutatók; ezekből pedig csak 4 élt, 42 partra volt vetődve.

## Megjelenése
A felnőtt átlagosan 6 méter hosszú és 2,32-3,48 tonna tömegű, míg az újszülött körülbelül 3 méteres lehet. A csőröscetekközött, eléggé tömzsi testfelépítésűnek számít, delfinszerű szájjal. Úgy az állkapocscsontján, mint a felső állcsontján 17-27 fogpár ül. A hímnél további két agyar is van, az állkapcson. A háti része sötétbarna, míg hasi része krémszínű. Az oldalán két világos sáv is látható. A nagy, sarlós hátúszója a test hátsó kétharmadánál helyezkedik el.

## Életmódja
A felboncolt példányoktól megtudtuk, hogy egyaránt fogyaszt kalmárokat és kisebb halakat is. A táplálékfajokból azt is megtudtuk, hogy legalább 350 és 3600 méteres mélységek közé kell, hogy lemerüljön.

## Fordítás
- Ez a szócikk részben vagy egészben  a   Shepherd's beaked whale című angol Wikipédia-szócikk ezen változatának fordításán alapul.  Az eredeti cikk szerkesztőit annak laptörténete sorolja fel. Ez a jelzés csupán a megfogalmazás eredetét és a szerzői jogokat jelzi, nem szolgál a cikkben szereplő információk forrásmegjelöléseként.